# Juan Lazarte
Juan Lazarte, né en 1891 et mort en 1963, est un médecin libertaire argentin, connu pour son engagement dans les mouvements anarchistes et son rôle dans la lutte contre la prostitution et pour l'amélioration des conditions sociales en Argentine. Il a travaillé comme médecin visitateur communal dans plusieurs maisons closes de la province de Santa Fe, notamment à San Genaro (es). Selon Maria Lacerda de Moura, il s'inscrit dans une réflexion mondiale pour une nouvelle éthique sexuelle.

## Biographie
Lazarte adhérait aux principes du mouvement anarchiste, notamment la lutte contre les structures de pouvoir oppressives comme l’État et le patriarcat. Il a développé une vision critique de la prostitution qu’il considérait non seulement comme une forme d’exploitation, mais aussi comme un symptôme des profondes inégalités sociales et économiques. Il rejetait à la fois le réglementarisme, qui cherchait à encadrer la prostitution par des lois sanitaires, et l’abolitionnisme, qui visait à interdire la prostitution par des mesures autoritaires. Lazarte proposait plutôt une approche axée sur l’éradication des causes structurelles de la prostitution : la pauvreté, la manque d’éducation, l’inégalité des sexes et l’institution du mariage, qu'il percevait comme renforçant la subordination des femmes.

## Œuvres
- Sociedad y prostitución, 1935
- La revolución sexual de nuestro tiempo, 1932